# Amt Lieberose/Oberspreewald
Amt Liebereose/Oberspreewald är ett kommunalförbund i Spreewald i östra Tyskland, tillhörande Landkreis Dahme-Spreewald i förbundslandet Brandenburg. I kommunalförbundet ingår småstaden Lieberose och sju andra kommuner i regionen, med sammanlagt 7 407 invånare (år 2013). Huvudort är Straupitz.
Kommunalförbundet bildades 2003 genom sammanslagning av de dåvarande Amt Lieberose och Amt Oberspreewald.

## Administrativ indelning
Följande kommuner ingår i kommunalförbundet (med ortnamn på lågsorbiska inom parentes):
- Alt Zauche-Wußwerk med Alt Zauche (Stara Niwa) och Wusswerk (Wozwjerch)
- Byhleguhre-Byhlen (Běła Gora-Bělin), med Byhleguhre (Běła Gora) och Byhlen (Bělin)
- Jamlitz med Leeskow (Łazk) och Ullersdorf (Ullerojce)
- Lieberoses stad med Blasdorf (Brjazka), Doberburg (Dobrośice), Goschen (Chošćišća) och Trebitz (Trjebac)
- Neu Zauche (Nowa Niwa), med Briesensee (Brjazyna nad jazorom) och Caminchen (Kamjenki)
- Schwielochsee med Goyatz (Gojac), Jessern (Jaserń), Lamsfeld-Gross Liebitz (Njagluz-Wjelike Libice), Mochow (Mochow), Ressen-Zaue (Rjasne-Cowje) och Speichrow (Spěcharjow)
- Spreewaldheide med Butzen (Bucyn), Laasow (Łaz), Sacrow (Zakrjow) och Waldow (Waldow)
- Straupitz (Tšupc)